# Lothar Gall
Pour les articles homonymes, voir Gall.
Lothar Gall, né le 3 décembre 1936 à Lötzen en province de Prusse-Orientale et mort le 20 juin 2024 à Wiesbaden (Hesse), est un historien allemand.

## Biographie
À Lötzen, Lothar Gall ne fréquente l'école que par intermittence, puis en 1944, il déménage à Bochum, puis à Stuttgart avant d'arriver à Munich. Son père est mort à la guerre. Il fait jusqu'à l'âge de 9 ans ses études dans la forêt de Basse-Bavière avant d'arriver à l'internat de l'école du château de Salem dans le Bade-Wurtemberg.
En 1956, il entre à l'université Louis-et-Maximilien de Munich pour y étudier l'histoire, les langues romanes, et la germanistique. Au départ, il veut, comme il est de tradition dans la famille, étudier le droit. Mais lors de ses cours de premier semestre, il suit un cours de Franz Schnabels, qui éveille son goût pour l'histoire. Il change d'orientation au troisième semestre et finit par devenir docteur en 1960, avec pour sujet de thèse le libéral Benjamin Constant. Entretemps, Schnabel lui a permis d'obtenir une bourse auprès de l'Institut pour l'histoire européenne de Mayence. Il obtient ensuite une bourse DFG de 1962 à 1965 avant de travailler à l'université de Cologne, où en 1967 il obtient son habilitation sous la tutelle de Theodor Schieder en histoire du Moyen Âge et histoire moderne. Le sujet de son travail est Le libéralisme en tant que parti au pouvoir.
Il devient professeur en 1968 à l'université de Giessen, avant de recevoir une chaire à l'université libre de Berlin. En 1972 et 1973 il est professeur honoraire à Oxford. En 1975, il rejoint l'université de Francfort. Il devient professeur émérite en 2005.
Il est depuis 1975 rédacteur de la revue historique allemande Historische Zeitschrift (le Journal historique), et est membre de nombreuses sociétés scientifiques historiques. Il est correspondant à l'académie bavaroise de science depuis 1989 et fait partie depuis 1997 de la commission historique de cette même académie. Il est le président de la commission historique de Francfort. Il exerça, de plus, la présidence du groupement des historiens allemand de 1992 à 1996.

## Œuvre
Ses spécialités sont l'histoire du libéralisme, des nations et des États-nations en Europe, l'histoire sociale de la bourgeoisie, de la « Geistesgeschichte » (littéralement histoire des esprits) européenne des XIXe et XXe siècles, l'entrepreneur Friedrich Krupp ainsi que la culture scientifique et les changements sociétaux.
Pour le grand public, il est surtout connu par ses ouvrages consacrés à Otto von Bismarck et par son Histoire socio-économique de l'Allemagne. Son livre de 1980, Bismarck. Der weiße Revolutionär (« Bismarck, le révolutionnaire blanc ») est l'une des biographies modernes du chancelier les plus utilisées. Elle s'est vendue à 180 000 exemplaires. En 1987, il commence une analyse du style de vie bourgeois avec Stadt und Bürgertum im 19. Jahrhundert (« Ville et bourgeoisie au XIXe siècle ») suivi par Bürgertum in Deutschland (« La bourgeoisie en Allemagne ») en 1989. En 1998, à l'occasion de l'anniversaire de la révolution de mars, il publie Aufbruch zur Freiheit (« 1848, début de la liberté »). Puis en 2000, Krupp. Der Aufstieg eines Industrieimperiums (« Krupp, la montée d'un empire industriel »). Il participe à la rédaction dans les séries Oldenbourg Grundriss der Geschichte et Enzyklopädie deutscher Geschichte (« Encyclopédie de l'Histoire allemande »). Il écrit ensuite une biographie d'Axel Springer.

## Distinctions et récompenses
- Prix Gottfried-Wilhelm-Leibniz de la DFG en 1988
- Prix Herbert-Quandt-Medien en 1990
- Prix Balzan d'histoire, catégorie « société du XIXe et XXe siècle » en 1993
- Grand officier de l'ordre du Mérite de la République fédérale d'Allemagne
- Ordre du Mérite du Land de Hesse avec étoile.

## Publications
- 1848/49. Die Eisenbahn und die Revolution (avec Ralf Roth). Berlin 1999.
- Benjamin Constant. Seine politische Ideenwelt und der deutsche Vormärz. Wiesbaden 1963 (Veröffentlichungen des Instituts für Europäische Geschichte Mainz, tome 30). (Thèse)
- Bismarck. Der weiße Revolutionär. Berlin 1995,  (ISBN 3-549-05495-5). (disponible en français, italien, anglais et japonais)
- Bismarck. Ein Lebensbild. Bergisch Gladbach 1991,  (ISBN 3-7857-0599-9).
- Bismarck. Lebensbilder (avec K.-H. Jürgens). 2e édition, Bergisch Gladbach 1998,  (ISBN 3-7857-0569-7).
- Bürgertum in Deutschland, Berlin 1989,  (ISBN 3-88680-259-0). (disponible en italien)
- Das Bismarck-Problem in der Geschichtsschreibung nach 1945, édition eingel, Cologne 1971.
- Der Bankier Hermann Josef Abs. Eine Biographie, Munich 2006,  (ISBN 3-406-54738-9).
- »Der hiesigen Stadt zu einer wahren Zierde und deren Bürgerschaft nützlich«. Städel und sein »Kunst-Institut«. Francfort 1992.
- Der Liberalismus als regierende Partei. Das Großherzogtum Baden zwischen Restauration und Reichsgründung. Wiesbaden 1968 (Veröffentlichungen des Instituts für Europäische Geschichte Mainz, tome 47). (travail pour l'Habilitation)
- Die Deutsche Bank 1870-1995. 125 Jahre Deutsche Wirtschafts- und Finanzgeschichte (avec G. D. Feldman, H. James, C.-L. Holtfrerich, H. E. Büschgen). Munich 1995 (il écrit dans la partie : « Die Deutsche Bank von ihrer Gründung bis zum Ersten Weltkrieg 1870-1914 », p. 1-135),  (ISBN 3-406-38945-7).
- Die Eisenbahn in Deutschland. Von den Anfängen bis zur Gegenwart (édité par Manfred Pohl). Munich 1999,  (ISBN 3-406-45334-1).
- Europa auf dem Weg in die Moderne 1850-1890, Munich 2004 (Oldenbourg Grundriss der Geschichte, tome 14)  (ISBN 3-486-49774-X).
- Krupp. Der Aufstieg eines Industrieimperiums, Berlin 2001,  (ISBN 3-88680-583-2).
- Otto von Bismarck – Bild und Image, Friedrichsruh 2006 (Friedrichsruher Beiträge, tome 27),  (ISBN 3-933418-30-5).
- Otto von Bismarck und Wilhelm II.: Repräsentanten eines Epochenwechsels? Friedrichsruh 1999 (Friedrichsruher Beiträge, tome 4),  (ISBN 3-933418-03-8).
- Von der ständischen zur bürgerlichen Gesellschaft, Munich 1993,  (ISBN 3-486-55753-X et 3-486-55754-8).
- Walther Rathenau. Portrait einer Epoche, C. H. Beck, Munich 2009,  (ISBN 978-3-406-57628-7)